# Malachovské předhůří
Malachovské předhůří je geomorfologický podcelek Kremnických vrchů. 

## Vymezení
Nachází se ve východním výběžku pohoří, v blízkosti Banské Bystrice. Navzdory tomu, že je plošně nejmenším podcelkem pohoří, jeho hranice jsou poměrně těžko identifikovatelné. Obklopuje ho z východu Bystrické podolie, podcelek Zvolenské kotliny, z jihozápadu a západu pokračují Flochovským chrbtem Kremnické vrchy a na severu navazuje Kordická brázda, geomorfologická část Starohorských vrchů.

## Ochrana přírody
V této části Kremnických vrchů se nachází několik maloplošných chráněných území, mezi nimi přírodní památky Tajovská kopa, Králická tiesňava a Kremenie.